# Episodi di Elvira's Movie Macabre (seconda stagione)
La seconda stagione della serie televisiva Elvira's Movie Macabre è stata trasmessa in anteprima negli Stati Uniti d'America dall'emittente locale KHJ-TV dal 4 settembre 1982 al 27 agosto 1983.
La serie è inedita in Italia.
| nº | Titolo originale                            | Prima TV USA      |
| -- | ------------------------------------------- | ----------------- |
| 1  | War-Gods of the Deep                        | 4 settembre 1982  |
| 2  | The Oblong Box                              | 11 settembre 1982 |
| 3  | The Raven                                   | 25 settembre 1982 |
| 4  | The Conqueror Worm                          | 2 ottobre 1982    |
| 5  | And Now the Screaming Starts!               | 9 ottobre 1982    |
| 6  | Blood from the Mummy's Tomb                 | 16 ottobre 1982   |
| 7  | Madhouse                                    | 23 ottobre 1982   |
| 8  | The House That Dripped Blood                | 30 ottobre 1982   |
| 9  | Tales of Terror                             | 30 ottobre 1982   |
| 10 | The Strange Case of Dr. Jekyll and Mr. Hyde | 7 novembre 1982   |
| 11 | The Day It Came to Earth                    | 13 novembre 1982  |
| 12 | The Blood on Satan's Claw                   | 20 novembre 1982  |
| 13 | Crucible of Horror                          | 27 novembre 1982  |
| 14 | Dr. Black, Mr. Hyde                         | 4 dicembre 1982   |
| 15 | The Devil Within Her                        | 12 dicembre 1982  |
| 16 | The Bat People                              | 19 dicembre 1982  |
| 17 | The Return of Count Yorga                   | 1° gennaio 1983   |
| 18 | Inn of the Frightened People                | 8 gennaio 1983    |
| 19 | Craze                                       | 29 gennaio 1983   |
| 20 | The Monster Club                            | 6 febbraio 1983   |
| 21 | The Creature's Revenge                      | 12 febbraio 1983  |
| 22 | Beast of the Dead                           | 19 febbraio 1983  |
| 23 | The Island of Living Horror                 | 27 febbraio 1983  |
| 24 | The Devil's Wedding Night                   | 5 marzo 1983      |
| 25 | The Torture Chamber of Dr. Sadism           | 12 marzo 1983     |
| 26 | Curse of the Vampires                       | 20 marzo 1983     |
| 27 | The Vampire People                          | 26 marzo 1983     |
| 28 | Scream and Scream Again                     | 2 aprile 1983     |
| 29 | The Human Vapor                             | 9 aprile 1983     |
| 30 | Lemora: A Child's Tale of the Supernatural  | 16 aprile 1983    |
| 31 | The Haunted Palace                          | 18 giugno 1983    |
| 32 | The Doomsday Machine                        | 27 agosto 1983    |

Template non compilato correttamente, controlla le istruzioni